# SV UNDEBA
SV UNDEBA (vollständiger Name: Sportvereniging Union Deportivo Banda Bou) ist ein Fußballverein auf der Insel Curaçao und spielt in der Saison 2015 in der Sekshon Pagá, der höchsten Spielklasse des nationalen Fußballverbands von Curaçao. Der Verein ist vierfacher Gewinner der Sekshon Pagá und gewann ebenfalls viermal die Kopa Antiano.

## Erfolge
- Kopa Antiano[1]

Meister: 1985, 1987, 1989/90, 1996/97
- Sekshon Pagá[2]

Meister: 1996, 1997, 2005/06, 2007/08